# Poway
Poway és una ciutat dels Estats Units a l'estat de Califòrnia. Segons una estimació de gener del 2010 tenia 52.056 habitants.

## Demografia
Segons el cens del 2000, Poway tenia 48.044 habitants, 15.467 habitatges, i 12.868 famílies. La densitat de població era de 473 habitants/km².
Per edats la població es repartia de la següent manera: un 30,7% tenia menys de 18 anys, un 7,1% entre 18 i 24, un 28,1% entre 25 i 44, un 25,5% de 45 a 60 i un 8,6% 65 anys o més.
L'edat mediana era de 37 anys. Per cada 100 dones de 18 o més anys hi havia 93,9 homes.
La renda mediana per habitatge era de 71.708 $ i la renda mediana per família de 77.875 $. Els homes tenien una renda mediana de 53.322 $ mentre que les dones 52.742 $. La renda per capita de la població era de 29.788 $. Entorn del 3,1% de les famílies i el 4,3% de la població estaven per davall del llindar de pobresa.

## Poblacions més properes
El següent diagrama mostra les poblacions més properes.